# Hymenosphecia albomaculata
Hymenosphecia albomaculata is een vlinder uit de familie wespvlinders (Sesiidae), onderfamilie Sesiinae.
Hymenosphecia albomaculata is voor het eerst wetenschappelijk beschreven door Le Cerf in 1917. De soort komt voor in het Afrotropisch gebied.